# Линдерот, Тобиас
Тоби́ас Ян Хо́кан Ли́ндерот (швед. Tobias Jan Håkan Linderoth, шведское произношение [tʊˈbiːɑs ˈlɪndɛˌruːt]; род. 21 апреля 1979, Марсель) — шведский футбольный центральный полузащитник и тренер.

## Клубная карьера
Тобиас — сын известного шведского футболиста Андерса Линдерота. Начал профессиональную карьеру в «Эльфсборге», который тренировал его отец. В сентябре 1998 года вслед за отцом перешёл в норвежский «Стабек», сумма трансфера составила 6 млн шведских крон, контракт был рассчитан на 4 года.
В январе 2002 года английский «Эвертон» купил Линдерота за 2,5 млн фунтов, контракт был рассчитан на 4,5 года. Дебютировал в Англии 2 февраля 2002 года в матче Премьер-лиги против «Ипсвич Таун». Два с половиной сезона (2002—2004) он провёл в «Эвертоне», но не был стабильным игроком основы.
В июле 2004 года Линдерот перешёл в ФК «Копенгаген», сумма трансфера составила 2,7 млн евро, контракт был рассчитан на 4 года. Линдерот должен был заменить завершившего карьеру Эрика Мюкланда. Стал лидером клуба, в июле 2005 года стал капитаном команды, был капитаном вплоть до ухода из клуба. В «Копенгагене» он дважды выигрывал Чемпионат Дании.
В июне 2007 года подписал трёхлетний контракт с турецким «Галатасараем». В 2007—2009 годах почти не играл из-за травм. 14 августа 2007 года получил небольшую травму на тренировке. В конце октября и начале ноября пропустил 3 матча из-за проблем с пахом. 10 ноября произошёл рецидив этой травмы. 29 ноября 2007 года снова получил травму. После этого Линдерот до конца сезона не играл за «Галатасарай». 8 января 2008 года был прооперирован. До конца февраля ходил на костылях, в апреле возобновил тренировки с мячом. 6 сентября 2008 года получил травму ноги, не мог тренироваться до декабря. В марте 2009 года снова перенёс операцию. В августе 2009 года получил новую травму.. 22 января турецкий клуб расторг контракт с Линдеротом.

## Карьера в сборной
Линдерот дебютировал в сборной Швеции 27 ноября 1999 года в товарищеском матче с командой ЮАР. На чемпионате мира 2002 провёл без замен все 4 матча. Играл на чемпионате Европы 2004 и чемпионате мира 2006. Был включён в заявку на Евро-2008, но не играл из-за травмы.

## Личная жизнь
У Тобиаса и его жены Марии один ребёнок (2006).

## Достижения

### Командные
Копенгаген
- Чемпион Дании: 2005/06, 2006/07

Галатасарай
- Чемпион Турции: 2007/08

### Личные
- Лучший полузащитник Швеции 2006, 2007
- Лучший игрок датской Суперлиги 2006